# Иди и живи
«Иди и живи» (ивр. תחיה ותהיה‎, фр. Va, vis et deviens; альтернативное название «Приди, увидь и стань») — кинофильм режиссёра Раду Михайляну, вышедший на экраны в 2005 году.

## Сюжет
1984 год. В ходе операции «Моисей» группа эфиопских евреев была переправлена из суданских лагерей в Израиль. Среди них оказывается эфиопский мальчик, получивший имя Шломо. Его мать-беженка, желая сыну лучшей доли, передала его еврейской женщине, потерявшей своего ребёнка. Шломо должен скрывать своё нееврейское происхождение, чтобы избежать отправки обратно в Африку. После смерти женщины, с которой он приехал в Израиль, мальчик оказывается в интернате, однако не может ужиться с остальными детьми: он замыкается в себе и думает только о матери, оставшейся в Судане. В конце концов его усыновляет еврейская семья.

## В ролях
- Моше Агазай — 9-летний Шломо
- Моше Абебе — Шломо в подростковом возрасте
- Сирак Сабахат — взрослый Шломо
- Яэль Абекассис — Яэль Харрари
- Рошди Зем — Йорам Харрари
- Рони Хадар — Сара
- Рами Данон — дедушка
- Ицхак Эдгар — Кес Амара

## Награды и номинации
- 2005 — три приза Берлинского кинофестиваля: Приз экуменического жюри, приз зрительских симпатий программы «Панорама», приз Label Europa Cinemas (все — Раду Михайляну).
- 2005 — три номинации на премию «Офир»: лучший актёр второго плана (Сирак Сабахат), лучшая работа художника (Эйтан Леви), лучшие костюмы (Рона Дорон).
- 2005 — призы «Золотой лебедь» Копенгагенского кинофестиваля за лучший фильм и лучший сценарий (оба — Раду Михайляну).
- 2005 — приз за самый популярный фильм на кинофестивале в Ванкувере.
- 2006 — премия «Сезар» за лучший сценарий (Раду Михайляну, Ален-Мишель Блан), а также 3 номинации: лучший фильм, лучший режиссёр (оба — Раду Михайляну), лучшая музыка (Арман Амар).